# خانه ساکت
خانه ساکت (انگلیسی: Silent House) فیلمی در ژانر ترسناک و وحشت روان‌شناختی به کارگردانی کریس کنتیس است که در سال ۲۰۱۱ منتشر شد. از بازیگران آن می‌توان به الیزابت اولسن اشاره کرد.